# Hans Krtkovic
Hans Krtkovic (původně nazvaný Ralph Melish) je fiktivní postava z amerického animovaného seriálu Simpsonovi. 
Zdánlivě postarší Hans je někdy zobrazován jako obyvatel Springfieldského domova důchodců, ačkoli ve vymazané scéně z epizody Bratr z jiného seriálu je ukázáno, že žije v domě pod přehradou. Má šedý zákal a je téměř úplně slepý, což vážně zhoršilo jeho schopnost číst a vedlo k opakovanému odebrání řidičského průkazu. 
Ve 13. epizodě 26. série Velcí a hrdí se ukáže, že je bývalým starostou Springfieldu. Rozzlobení měšťané ho však ze Springfieldu vykážou na koni, když Vočko Szyslak zjistí, že píseň, kterou Krtkovic před 30 lety učinil hymnou města Springfield, je ve skutečnosti ukradenou hymnou jiného města.
Je také moderátorem rozhlasového pořadu s názvem Moleman in the Morning na springfieldské rozhlasové stanici KJAZZ. Jeho postava je založena na postavě Droopyho, kterou vytvořil Tex Avery.
Stejně jako mnoho dalších postav, které se v seriálu opakují, i Hans Krtkovic prošel v průběhu seriálu celou řadou profesí. Obvykle se objevuje v podobě opakovaného gagu, kdy je zabíjen během různých nehod, ale v dalších epizodách se nevysvětlitelně vrací nezraněn. Například byl sežrán aligátory, zabit na energetickém kongresu nebo mu pan Burns nechal provrtat hlavu. V Simpsonových ve filmu je přejet Homerovým autem.
Jeho původní jméno bylo Ralph Melish a vyskytl se pod ním v dílu 1. řady Homerova odysea. Když si však scenáristé všimli, že vypadá jako krtek, přejmenovali jej na Hanse Krtkovice (v anglickém originále Hanse Molemana).
V původním znění Hanse Krtkovice namlouvá Dan Castellaneta a v českém znění je jeho dabérem Zdeněk Štěpán.